# Gifford, Skottland
Gifford är en ort i Storbritannien.   Den ligger i kommunen East Lothian och riksdelen Skottland, i den centrala delen av landet, 500 km norr om huvudstaden London. Gifford ligger 115 meter över havet och antalet invånare är 674.
Terrängen runt Gifford är platt åt nordväst, men åt sydost är den kuperad. Runt Gifford är det glesbefolkat, med 20 invånare per kvadratkilometer. Närmaste större samhälle är Haddington, 6,3 km norr om Gifford. I omgivningarna runt Gifford växer i huvudsak blandskog.